# Paul Villard
Pour les articles homonymes, voir Villard.
Paul Ulrich Villard, né à Saint-Germain-au-Mont-d'Or (Rhône) le 28 septembre 1860 et mort à Bayonne le 13 janvier 1934, est un physicien et chimiste français.
En 1900, il découvre un rayonnement provenant du radium, à la fois capable de traverser une fine plaque de plomb et insensible aux champs magnétiques. Il découvre ainsi la troisième composante de la radioactivité, le rayonnement gamma, dénommé ainsi par Ernest Rutherford. Il est élu membre de l'Académie des sciences en 1908.
Dès 1908, il propose  de quantifier les radiations en mesurant l'ionisation dans l'air : la définition qu'il propose est presque mot pour mot celle qui sera finalement adoptée, 20 ans plus tard, pour le röntgen.
Il a également étudié les propriétés des rayons cathodiques.